# 切雷姆希內
48°9′54″N 39°51′23″E / 48.16500°N 39.85639°E

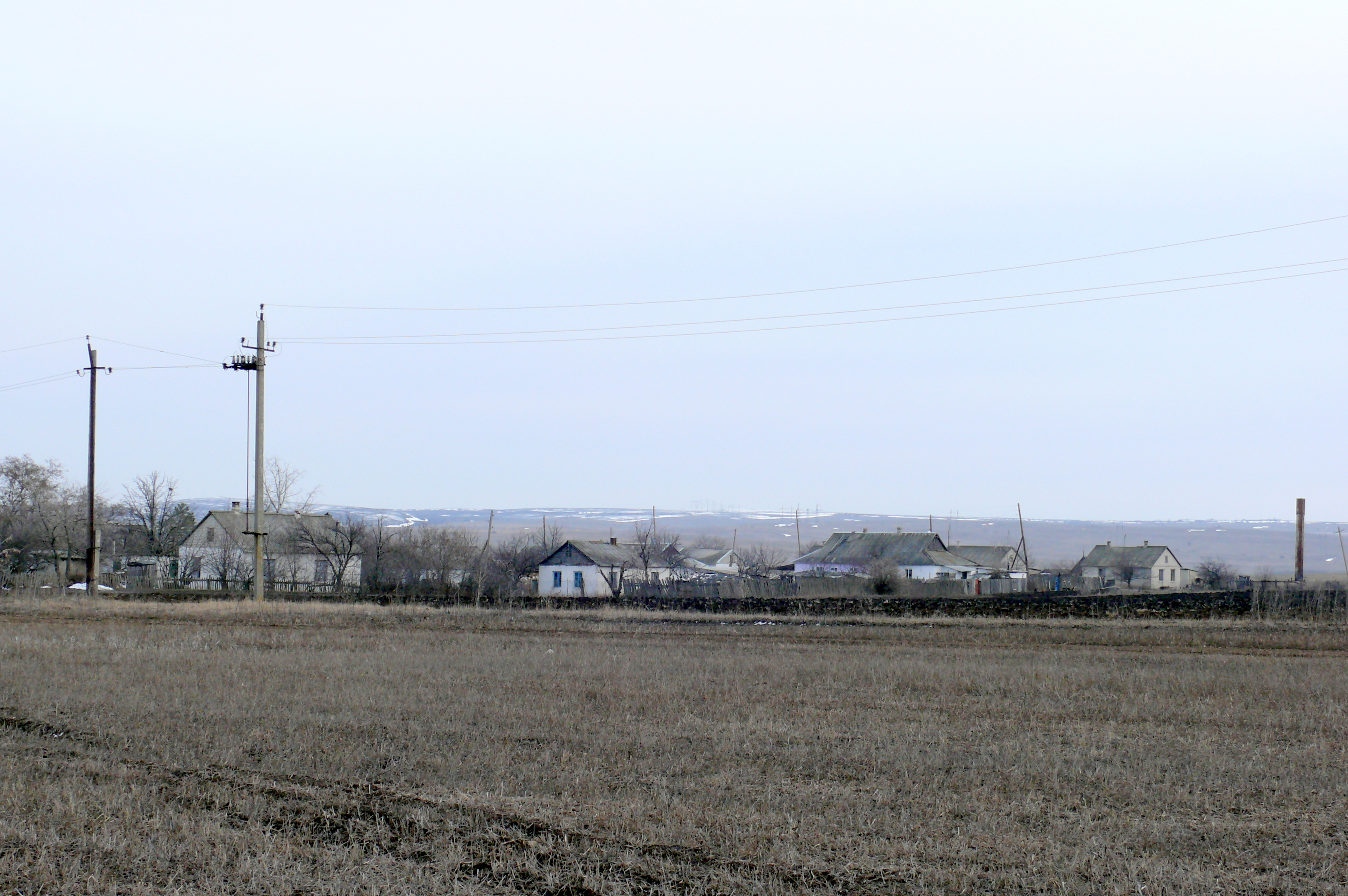
村外风景

切雷姆希内（烏克蘭語：Черемшине）是位於烏克蘭東部的村莊，由盧甘斯克州多夫然斯克區的多夫然斯克市鎮負責管轄。該村始建於1935年，面積40.6平方公里，海拔高度121米，2001年人口182，人口密度每平方公里4.5人。